# Kerti bazsarózsa
A piros vagy kerti bazsarózsa (Paeonia officinalis) a kőtörőfű-virágúak (Saxifragales) rendjén belül a bazsarózsafélék (Paeoniaceae) családjába tartozó növény. Virágzása pünkösd ünnepének idejére esik, emiatt pünkösdirózsának is hívják, amely a német Pfingstrose tükörfordítása.

## Jellemzők
40–80 cm magas, gyöktörzzsel évelő növény. Fényes levelei háromszor hármasan összetettek: a levélkék tojásdad-megnyúlt tojásdad alakúak, ép szélűek. Illatos virágai májusban, illetve júniusban nyílnak: csészeleveleinek száma öt, a bíborvörös szirmoké átlagosan nyolc.

## Előfordulás
Szegélycserjésekben, erdővágásokban, kertekben.

## Felhasználása
Kedvelt dísznövény, ezért kertekben gyakran ültetik. Mivel különösen a termesztett fajtáknak nagy, súlyos virágai nőnek a hosszú szárak csúcsán, ezért érdemes a növény mellé támasztékot tűzni, és a szárait hozzákötözni.
Gyógynövényként is ismert.
Gyökerében és magvaiban glikozid jellegű, mérgező peregrinint; a virágban ezenkívül paeonin anteciánglikozidot és cianint tartalmaz. A virágok, magvak, de leginkább a gyökér elfogyasztása esetén gyomor- és bélgyulladás, hányás, krónikus hasmenés, a vese és az idegrendszer károsodása léphet fel.

## Elnevezése
A bazsarózsák (Paeonia spp.) minden faja (így a kerti bazsarózsa is) nem a rózsák (Rosa spp.) közé tartozik, nevüket csak az azokéhoz hasonló virágaikról kapták. A kerti bazsarózsa gyakran termesztett fajtája a teltvirágú bazsarózsa (Paeonia officinalis subsp. officinalis cv. Rubra plena, syn. Paeonia × festiva cv. Rubra plena), melyet szintén hívnak bazsarózsának, illetve pünkösdirózsának is.
A bazsarózsa név délszláv eredetű. A pünkösdi rózsa neve valószínűleg a reneszánszban a pogány római rózsaünnepek emlékeként támadt fel.

## Galéria
|  |  |  |
|  |  |  |
|  |  |  |